# Серафим (Роуз)
Иеромона́х Серафи́м (англ. Hieromonk Seraphim, в миру Ю́джин Де́ннис Ро́уз, англ. Eugene Dennis Rose; 13 августа 1934, Сан-Диего, Калифорния — 2 сентября 1982, Платина, Калифорния) — священнослужитель Русской православной церкви заграницей, иеромонах; духовный писатель, автор многочисленных трудов, оказавших большое влияние на православную жизнь в США, вызвавших большой интерес в России.

## Биография
Родился 13 августа 1934 года в Калифорнии, в курортном городке Сан-Диего в протестантской семье. Его отец, Фрэнк Роуз, был ветераном Первой мировой войны, который управлял первым в городе магазином "Karmel Korn Shop" вместе со своей женой Эстер Роуз, художницей, матерью Юджина. Окончив Старшую школу Сан-Диего с отличием, в 1952 году поступил в Помонский колледж, недалеко от Лос-Анджелеса, где изучал китайскую философию. В 1956 году, окончив колледж magna cum laude, поступил в Американскую академию азиатских исследований в Сан-Франциско, где под научным руководством Алана Уотса занимался изучением сравнительного анализа религий, который давал возможность попробовать себя в различных духовных школах: в индуизме, буддизме, иудаизме, суфизме и др. Каждую религию Юджин Деннис Роуз изучал на её родном языке. Например, конфуцианские тексты читал на древнекитайском. В совершенстве знал французский язык и латынь. Здесь он впервые познакомился с трудами Рене Генона, и, вслед за ним, встал на стезю поисков аутентичной духовной традиции. В 1956 году в возрасте 22 лет, всё еще учась в Помонском колледже, Роуз совершил каминг-аут в качестве гея. Во время романтических отношений с Йоном Грегсоном, сокурсником по Американской академии азиатских исследований, и после посещения русского православного собора Всех скорбящих Радости в Сан-Франциско около 1957 года порвал с буддизмом и начал посещать православные богослужения, учить русский язык, изучать книги о православии. Их отношения с Йоном продлились достаточно долго, но тот потерял интерес в Православии и Роуз окончательно прекратил романтические отношения. Позже он прокомментировал эту ситуацию словами: "Я был в аду. Я знаю каково там." Его сексуальная ориентация была темой большого количества обсуждений в среде Православных верующих, после публикации биографии Серафима Роуза написанной Кейтлин Скотт — племянницей Роуза.
В 1961 году окончил Калифорнийский университет в Беркли, защитив диссертацию по теме «„Пустота“ и „Полнота“ у Лао-цзы» (англ. "'Emptiness' and 'Fullness' in the Lao Tzu) и получив степень магистра гуманитарных наук по восточным языкам. Несмотря на то, что в университете ему прочили блестящую карьеру, он оставляет учёбу на время, необходимое для написания книги — исследования духовного состояния современного человека.
15 февраля 1962 года в Сан-Франциско был принят в Русскую православную церковь заграницей через таинство миропомазания, был духовным чадом святителя Иоанна Шанхайского. После перехода в православие познакомился с русским эмигрантом — выпускником Свято-Троицкой духовной семинарии в Джорджанвилле Глебом Подмошенским. Вместе они начали издавать бюллетень «Православное слово», затем открыли при храме лавку «Православные иконы и книги» — одну из первых в США, ставшую одним из духовных центров русского православия в Америке. Юджин интенсивно изучал русский и церковнославянский языки, был чтецом в храме, окончил теологическую школу в Сан-Франциско.
В середине 1960-х годов Юджин и Глеб решают основать православное братство. В 1967 году на севере Калифорнии в лесу недалеко от городка Платина был приобретён участок земли, на котором был возведён скит в честь преподобного Германа Аляскинского. В 1969 году они переезжают в скит, а 27 октября 1970 году постригаются в монахи: Юджин под именем Серафим в честь Серафима Саровского, а Глеб под именем Германа в честь Германа Аляскинского. В монастыре они продолжают издавать «Православное слово», пишут и издают труды духовно-просветительного и богословского содержания, ведут активную миссионерскую деятельность.
11/24 апреля 1977 года Серафим рукоположён в священники епископом Нектарием (Концевичем)

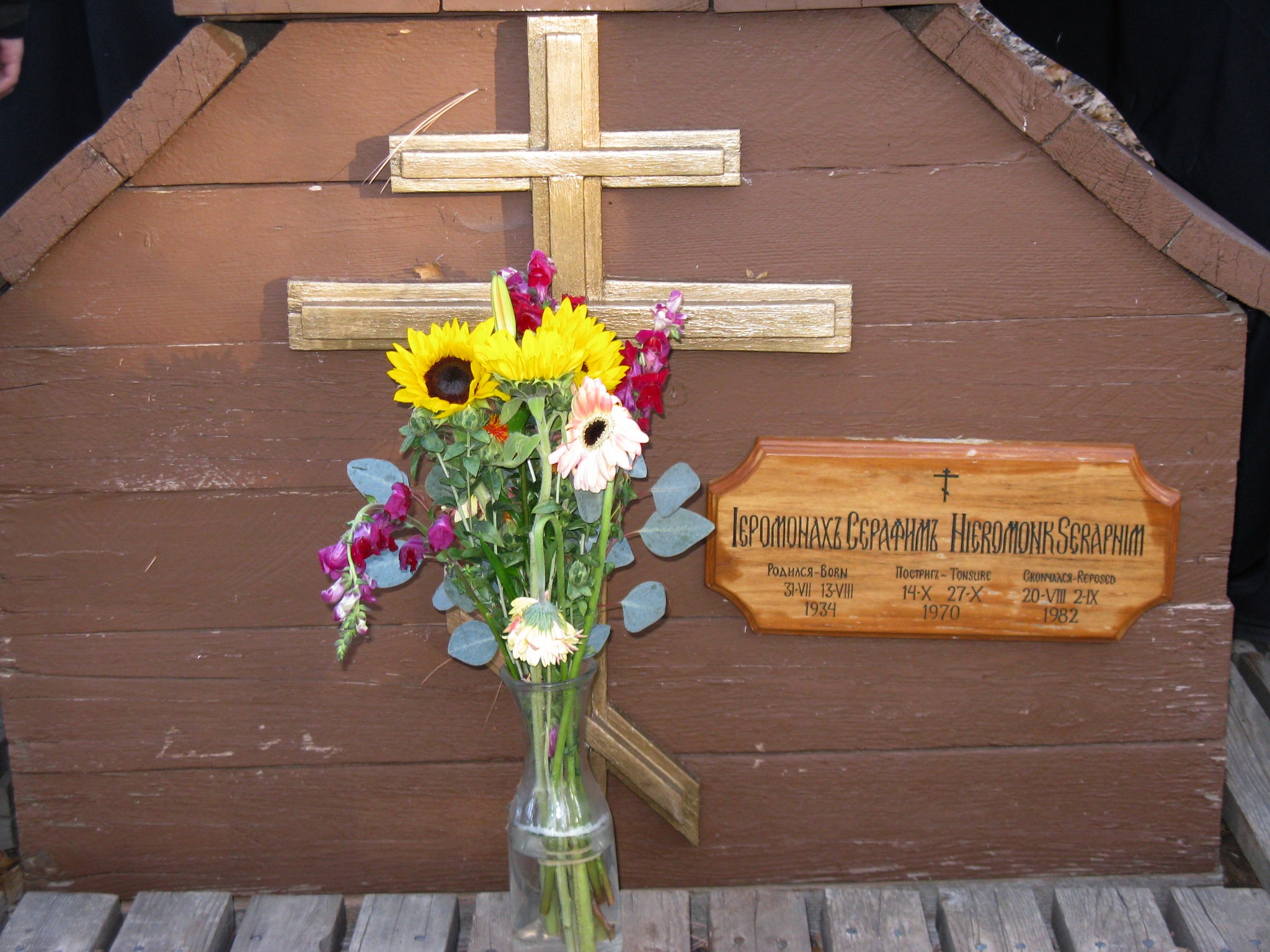
Могила иеромонаха Серафима (Роуза)

Умер 2 сентября 1982 года в возрасте 48 лет от болезни.
Смерть о. Серафима принесла с собой нечто крайне удивительное для нашего времени. Тело его, в жару позднего калифорнийского лета, лежавшее в досчатом гробу посреди монастырской церкви, на взгляд и ощупь оставалось совершенно живым, а вид лица был настолько светлым и утешительным, что мы, вопреки старинному монашескому обычаю, не решились закрыть его. Даже дети стояли кругом гроба, не в силах отойти прочь. Перед нами лежал человек святой жизни, нарушивший природный процесс распада, и наши сердца откликнулись на Божию благодать.Архиепископ Хризостом. Воспоминания об о. Серафиме (Orthodox America, Aug.-Sep. 1982).
Книгу об отце Серафиме («Жизнь и труды. Отец Серафим (Роуз)») написал иеромонах Дамаскин (Христенсен). Среди богословов стран бывшего СССР похвальный отзыв о Серафиме Роузе оставил, например, архимандрит Рафаил (Карелин).
Православные многих стран мира почитают Серафима Роуза как подвижника. Написан ряд его икон, верующими ведется подготовка к канонизации.
Согласно заявлению митрополита Ахалкалакского, Кумурдойского и Карсского Николая, 19 февраля 2023 года преподобный Серафим Плати́нский был прославлен как местночтимый святой Ахалкалакской епархии Грузинской Православной Церкви. Тогда же его икона, написанная монахом из монастыря святого Германа в Платине, была размещена в Михаило-Архангельском храме города Ахалкалаки.

## Цитаты
Было бы слишком поверхностным заключением сказать, что прославление Новомучеников и Царской Семьи приведёт к восстановлению Святой Руси. Но православные русские люди и в России, и в рассеянии, если воспримут это событие всем своим сердцем, то оно сможет послужить поводом к раскаянию в грехах, а влияние его на самую Россию и измерить нельзя…Иеромонах Серафим (Роуз). Будущее России и конец мира.
«Нет большего сродства и близости чем у Бога с душой и у души с Богом, — писал святой Макарий Великий. — Когда душа лишена Бога, она принимается искать». Она не находит его в католичестве, потому что католичество — это провинциальный извод подлинного христианства, засорённый человеческими домыслами. Не встретит она Бога и в протестантстве, потому что для протестантов Бог — это что-то чрезвычайно личное, сокрытое в глубине души, да в такой глубине, что уж и непонятно, есть ли Бог для протестантов. И не будет встречи в так называемых восточных религиях, потому что в некоторых из них Бога просто-напросто нет, в других на место Бога встают кумиры, а в иных Бог как будто бы есть, но о нём ничего неизвестно.

Но вот — православие. Религия, которая покоряет многих, вначале лишь величавой, неземной красотой богослужебного обряда. «Не знаем, где мы были — на земле или на небе, где поют ангелы», — говорили святому князю Владимиру русские послы, побывавшие на богослужениях в Константинополе. Душа, уже почти отчаявшаяся найти Бога, вдруг встречает Его: неожиданно, непредсказуемо и подлинно. У неё начинается совсем другая жизнь, прежде как будто неизвестная ей, всегда желанная и радостно узнаваемая. Это и есть православие — подлинное христианство, свободное от человеческих помыслов.
Одна из цитат иеромонаха гласит — «Сейчас позже, чем мы думаем. Апокалипсис уже совершается!». Цитата оказала огромное влияние на лидера группы «Алиса» Константина Кинчева, который высказал свое виденье цитаты — «Полезно задумываться о том, что сейчас уже поздней, чем мы думаем, поскольку смерть, она настигает каждого из нас. И зачастую, как правило, внезапно». Слова иеромонаха легли в основу названия альбома группы Алиса — «Сейчас позднее, чем ты думаешь» (2003).

## Основные труды
- Fr. Seraphim Rose. Blessed John the Wonderworker: A Preliminary Account of the Life and Miracles of Archbishop John Maximovitch. — Platina: St. Herman of Alaska Brotherhood, 1987. — 477 p. — ISBN 0938635018.
- Fr. Seraphim Rose. Genesis, Creation and Early Man. — Platina: St. Herman of Alaska Brotherhood, 2000. — 712 p. — ISBN 1887904026.
- Fr. Seraphim Rose. God’s Revelation to the Human Heart. — Platina: Saint Herman Press, 1988. — 48 p. — ISBN 0938635034.
- Fr. Seraphim Rose. Letters from Father Seraphim. — Nikodemos Orthodox Publication Society, 2008. — ISBN 1879066084.
- Nihilism: The Root of the Revolution of the Modern Age. Platina: St. Herman of Alaska Brotherhood, 1994. (ISBN 1887904069) (as Eugene Rose).
- Orthodoxy and the Religion of the Future. Platina: Saint Herman of Alaska Brotherhood, 1975. (ISBN 188790400X)
- The Apocalypse: In the Teachings of Ancient Christianity. Platina: Saint Herman of Alaska Brotherhood, 1985. (ISBN 0938635670)
- The Place of Blessed Augustine in the Orthodox Church. Platina: Saint Herman of Alaska Brotherhood, 1983. (ISBN 0938635123)
- The Soul After Death: Contemporary «After-Death» Experiences in the Light of the Orthodox Teaching on the Afterlife. Platina: St. Herman of Alaska Brotherhood, 1988. (ISBN 093863514X)

переводы трудов на русский язык
- Православие и религия будущего (1975);
- «Вкус истинного православия» (1978);
- «Православный взгляд на эволюцию» (1978);
- «Знамения времени» (1980);
- «Как сегодня быть православным» (1980);
- «Душа после смерти» (1980);
- «Тайны книги Апокалипсис» (1980);
- «Будущее России и конец мира» (1981);
- «Православное понимание книги Бытия» (1981);
- «Когда Бог открывается сердцу» (1981);
- «Святые отцы: верный путь христианства» (1983);
- «Совет современникам» (1984);
- «Аще забуду тебе, Иерусалиме»;
- «Православное монашество в Галлии V—VI веков»;
- «Святые Отцы Православия»;
- «Божие откровение человеческому сердцу» (аудиокнига). — Даниловский благовестник, (2008). (MP3 (недоступная ссылка));
- «Путь ко спасению в современном мире» (электронный ресурс, перевод). — Даниловский благовестник, (2008). — ISBN 5-89101-259-6, ISBN 978-5-89101-259-2;
- «Современное недочеловечество: о смысле нашего существования» (электронный ресурс, перевод). — Даниловский благовестник, (2008). — ISBN 5-89101-271-5, ISBN 978-5-89101-271-4;
- «Человек против Бога» (электронный ресурс, перевод). — Даниловский благовестник, (2009). — ISBN 5-89101-346-0, ISBN 978-5-89101-346-9;
- «Американский просветитель русского народа: из неизданного» (сборник трудов). — Никея, (2010). — ISBN 5-91761-020-7, ISBN 978-5-91761-020-7;
- «Приношение православного американца» (сборник трудов). — Русский паломник, (2011). — ISBN 978-5-98644-021-7;
- Иеромонах Дамаскин (Христенсен). Отец Серафим (Роуз). Жизнь и труды. — Сретенский монастырь, (2009). — ISBN 978-5-7533-0345-5.